# Station Lučenec
Het station Lučenec is een treinstation in de stad Lučenec, in het zuiden van Slowakije. Het ligt op een kruispunt van drie niet geëlektrificeerde spoorlijnen.

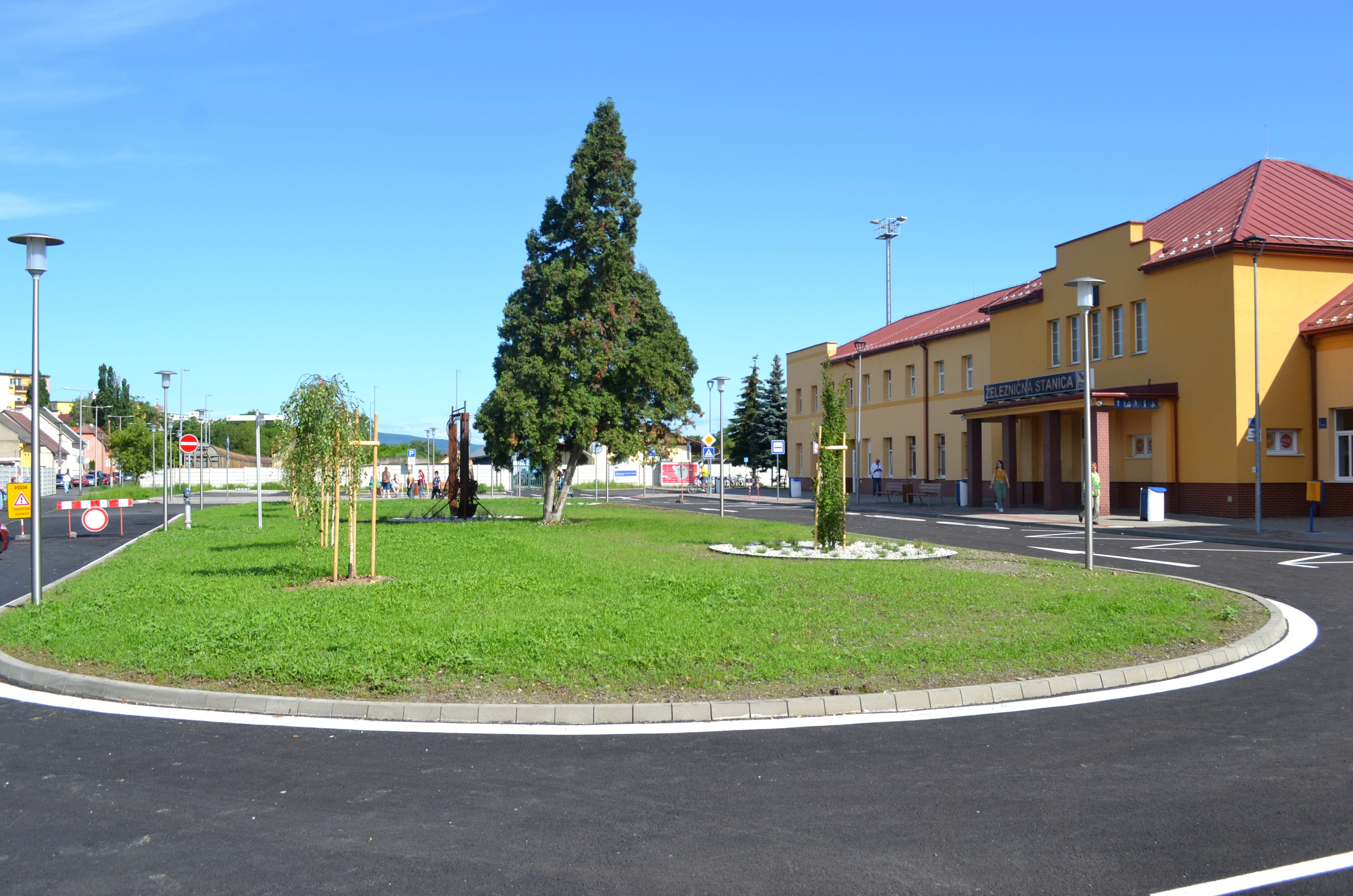
Station Lučenec. Straataanzicht aan het plein voor het station.

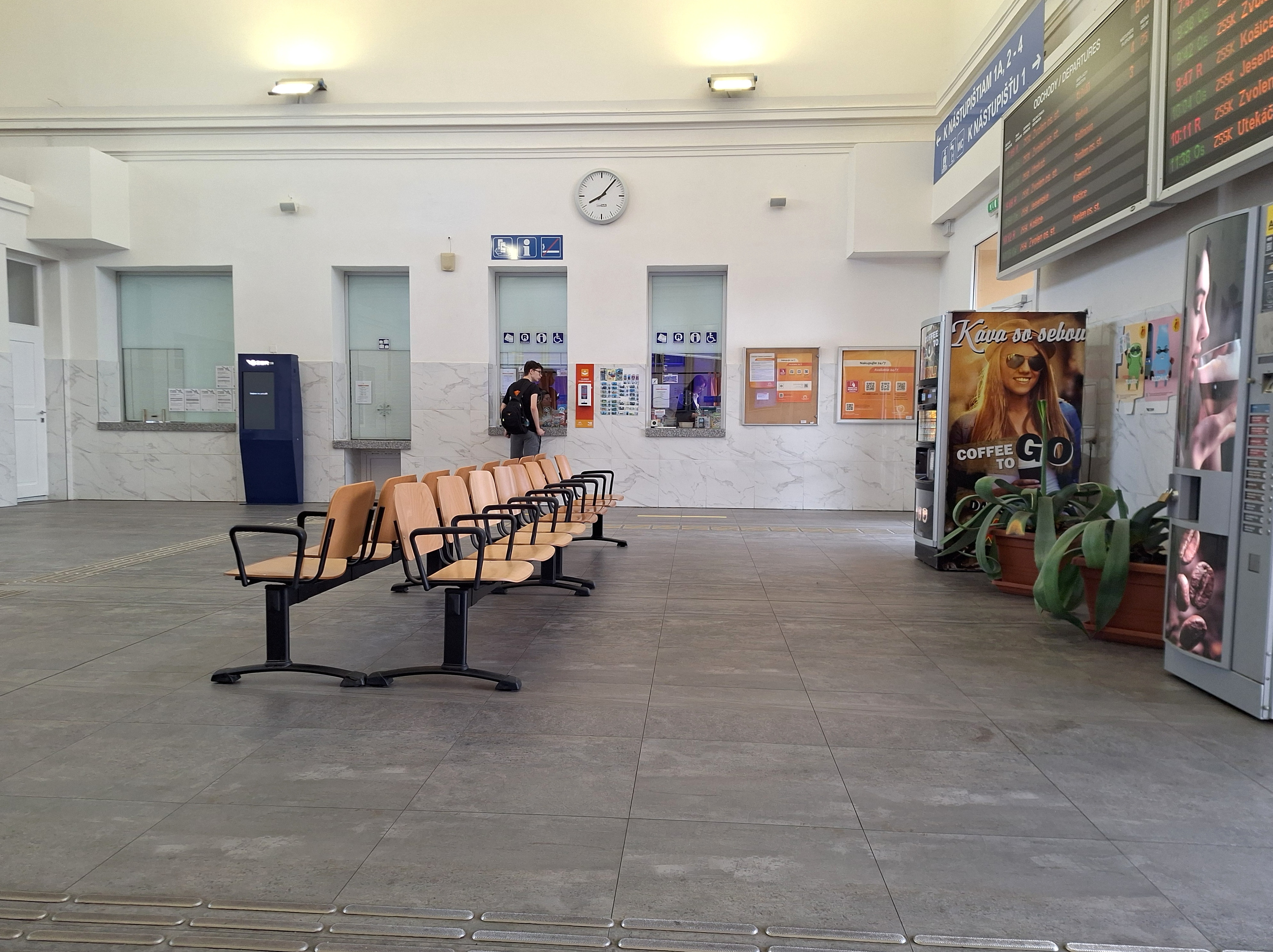
De lokettenzaal van het station.

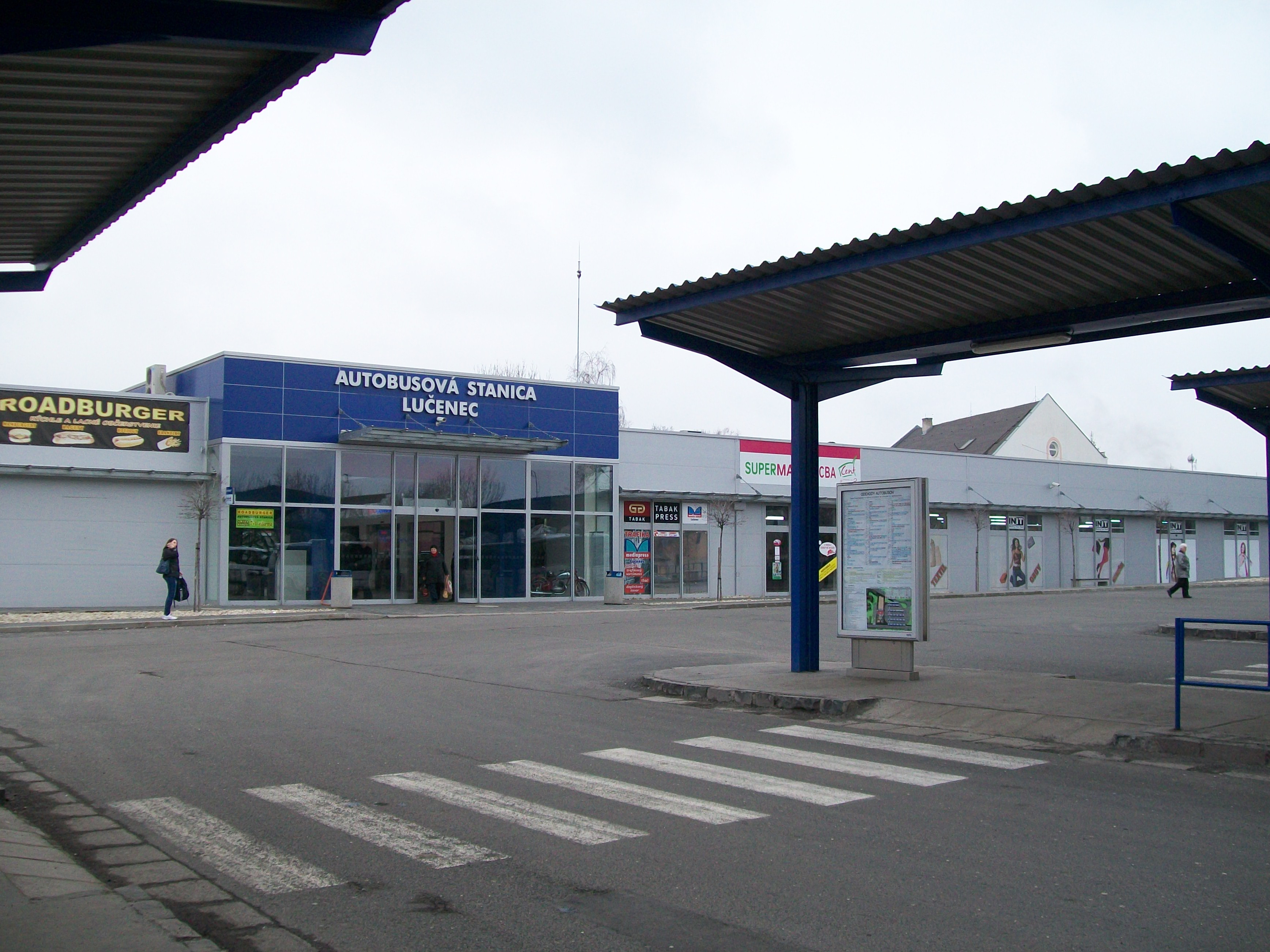
Het autobusstation.

## Ligging
Het station Lučenec is gelegen op een hoogte van 190 meter boven de zeespiegel. Binnen het stedelijk grondgebied ligt het noordelijk, doch dicht bij het gemeentelijk centrum. Het is bereikbaar via de Železničná (vertaald: Spoorwegstraat). 
Deze spoorweginstelling ligt op een niet geëlektrificeerde deel van de zuidelijke dwarslijn en is in vogelvlucht ongeveer 10 kilometer van de Hongaarse grens verwijderd.

## Geschiedenis

### Bouw
De bouw werd aangevat in 1862. Door financiële moeilijkheden konden het station en de lijn Lucenec - Zvolen pas geopend geopend worden op 3 mei 1871. In 1908 werd het station uitgebreid, maar door de toename van het verkeer was het spoedig weer te klein. Er waren plannen voor een verdere uitbreiding maar als gevolg van de Eerste Wereldoorlog konden die niet gerealiseerd worden.

### Renovatie
Vanaf 21 november 2016 begonnen renovatiewerken. Deze omvatten onder meer de verbetering van het ontvangstgebouw, de perrons en de verlichting. Het lag ook in de bedoeling om een nieuw informatie- en omroepsysteem te installeren. Het totale budget voor de renovatie bedroeg ongeveer 3 miljoen euro.

## Lijnen
- Lijn 160: Zvolen – Košice
- Lijn 161: Lučenec – Veľký Krtíš (via Hongarije)
- Lijn 162: Lučenec – Utekáč

## Dienstverlening
De spoorweginstelling behoort tot de infrastructuur van de ŽSR en ressorteert onder de verkeersleiding van het "regionale directoraat Zvolen".
De ŽSSK organiseert het passagiersvervoer.
Anno 2025 is er in het station een loket met personeel, voor het verstrekken van inlichtingen en voor het aanmaken van tickets voor binnenverkeer en internationaal verkeer.
Voor de openingsuren van dit loket: zie hierna de externe link: "ŽSSK - Loket - Openingsuren".
Schuin tegenover het spoorwegstation ligt het autobusstation voor regionaal vervoer: Autobusova stanica Lučenec. Daar is een wachtkamer voor passagiers en een dienstlokaal.
In het station is een toeristisch informatiekantoor ter beschikking evenals een eetgelegenheid en andere voorzieningen.

## Andere stations
- Station Opatová (lijn 162: Lučenec - Utekáč)

## Afbeeldingen

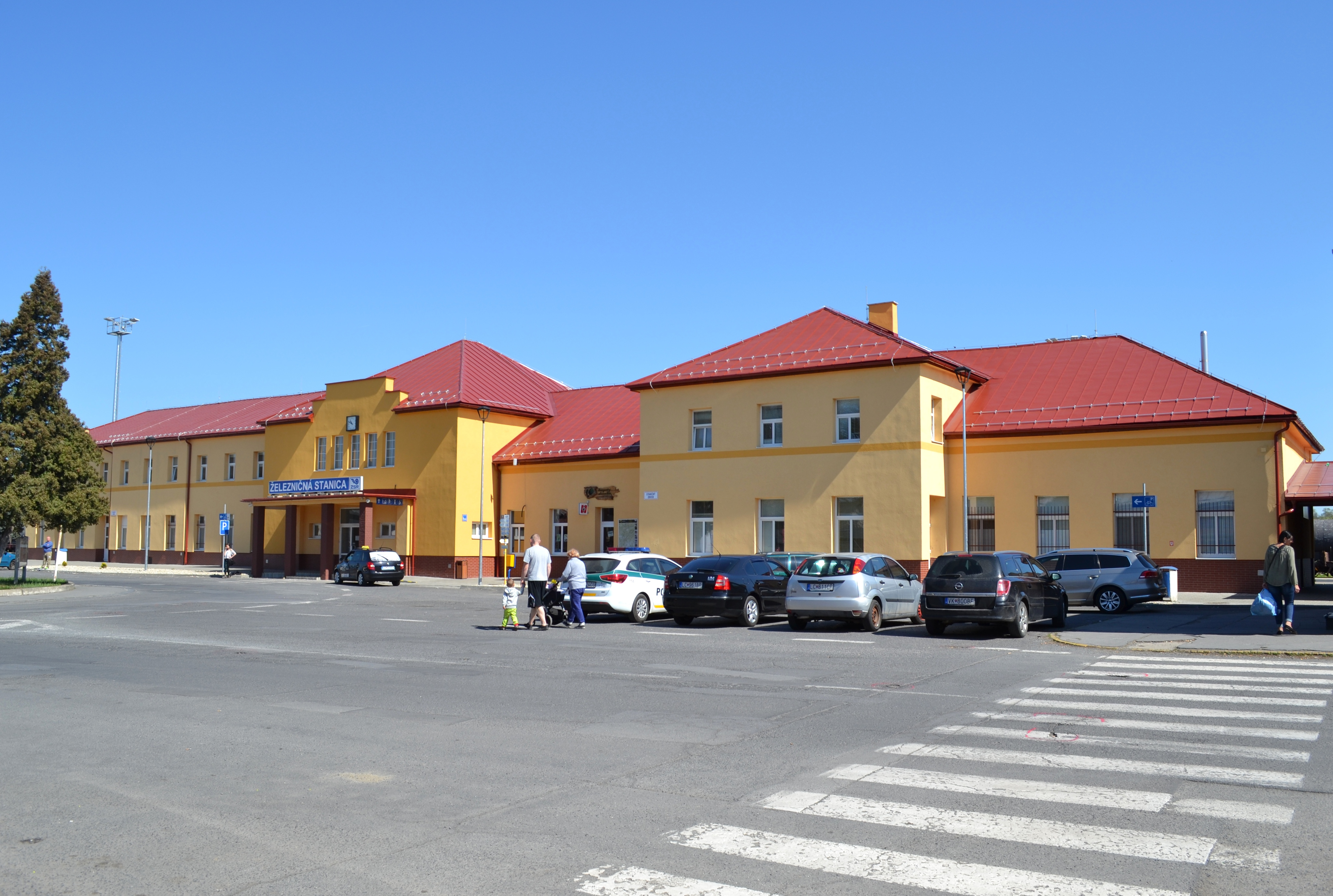
Straatzicht.
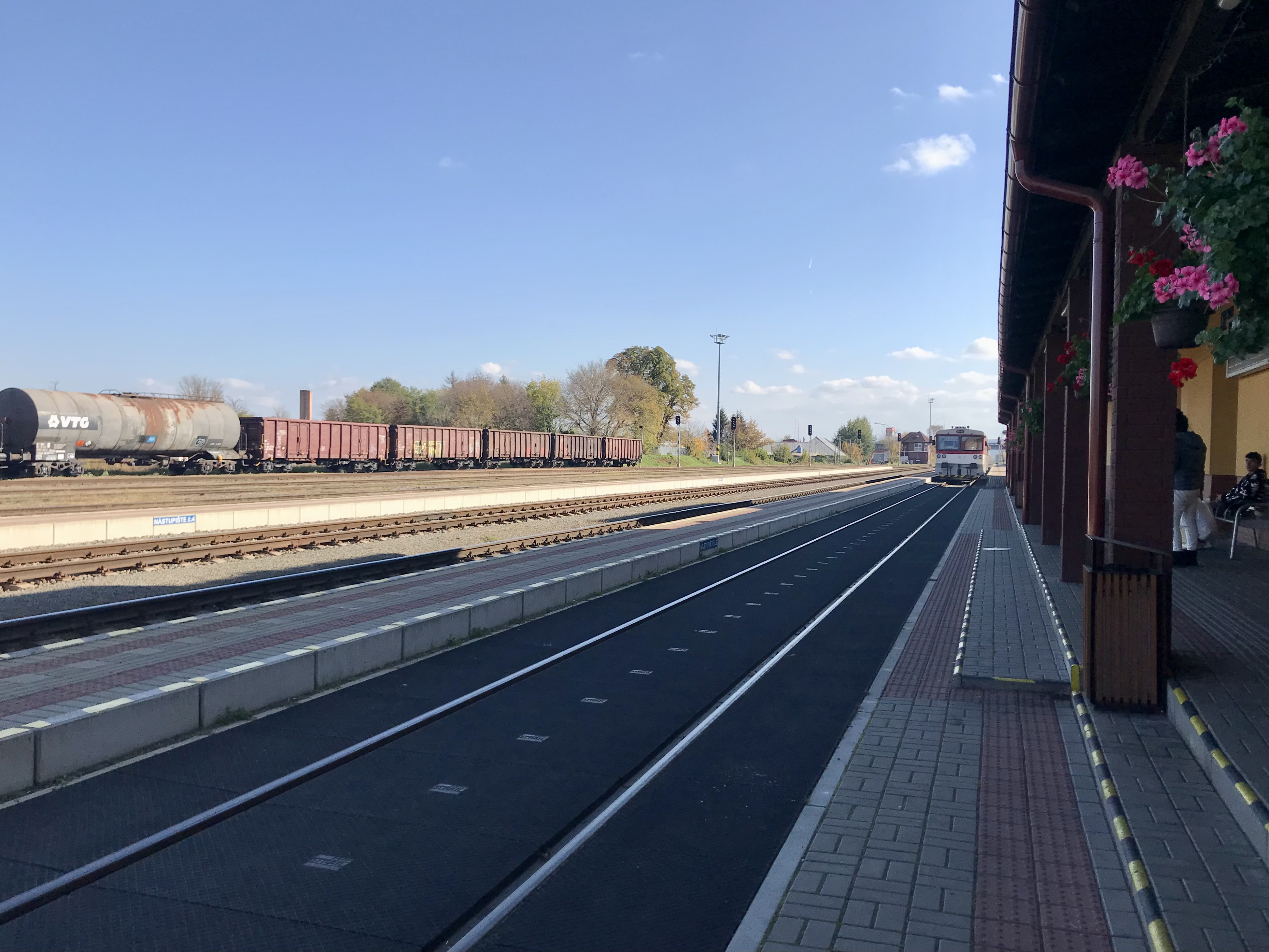
Zicht op de perrons en de sporen.
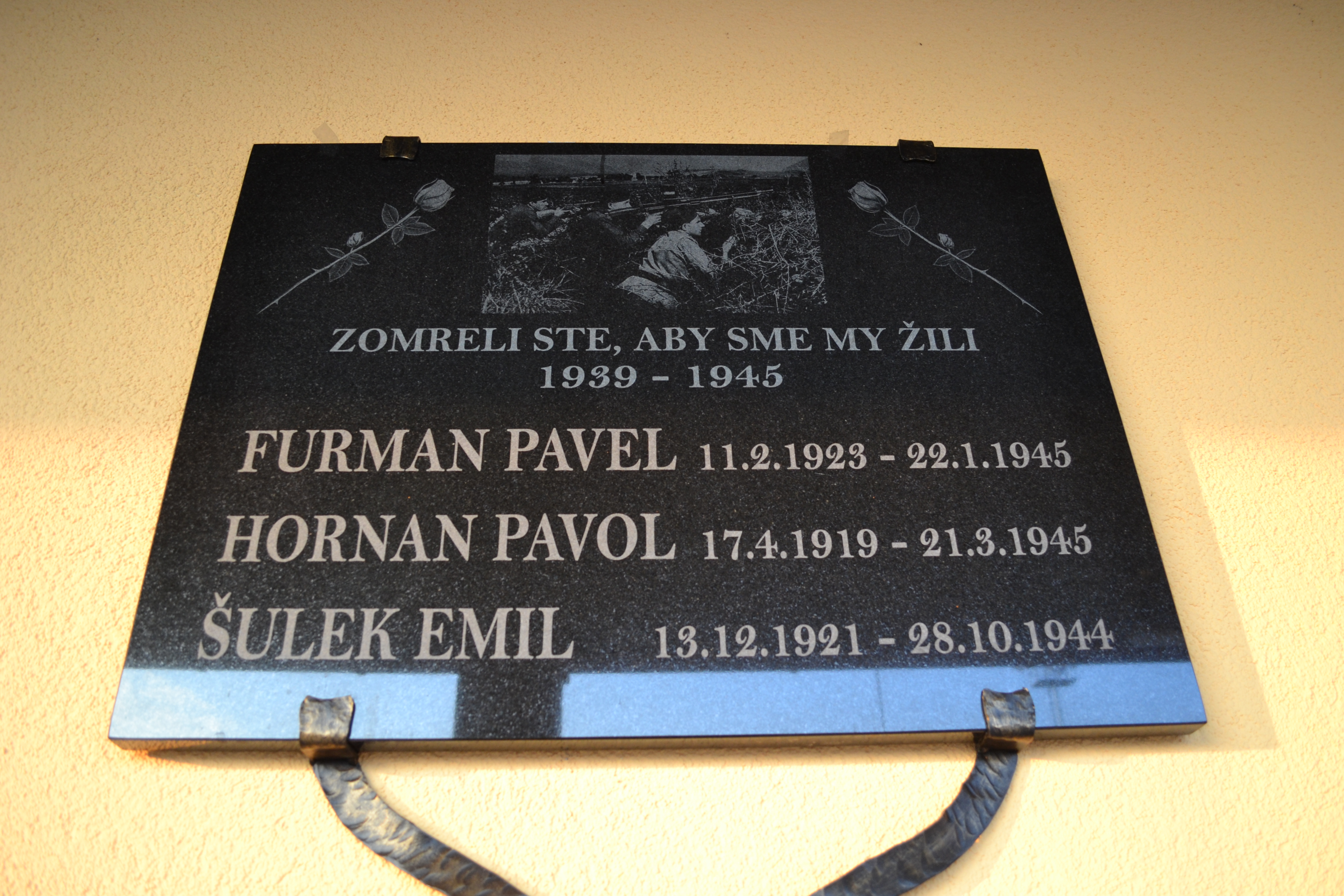
Herdenkingsplaat voor spoorweglui gevallen tijdens Wereldoorlog II.